# Xestocephalus shikokuanus
Xestocephalus shikokuanus är en insektsart som beskrevs av Hajime Ishihara 1961. Xestocephalus shikokuanus ingår i släktet Xestocephalus och familjen dvärgstritar. Inga underarter finns listade i Catalogue of Life.